# Biagio Bellotti
Biagio Giuseppe Maria Bellotti (Busto Arsizio, 26 febbraio 1714 – Busto Arsizio, 5 agosto 1789) è stato un pittore, architetto, organista, scrittore, coreografo e canonico italiano.

La firma di Bellotti

Fu indubbiamente una tra le più vivaci personalità nell'ambito della società bustese del XVIII secolo. Scrittore di testi teatrali, poeta e musicista, eccelse soprattutto nel campo delle arti figurative. La maggior parte delle sue opere sono affreschi, architetture e decorazioni di carattere religioso, anche se eseguì alcuni affreschi di carattere mitologico, come nella sala da ballo di Palazzo Sormani a Milano (distrutta dai bombardamenti dell'agosto 1943) e nella sala di rappresentanza di Palazzo Lucini Arborio Mella a San Giorgio su Legnano a lui attribuita.
Nei suoi dipinti è possibile riconoscere l'influenza del pittore italiano Giambattista Tiepolo, visto che essi presentano innumerevoli e violenti contrasti di colore e sono notevolmente brillanti.

## Biografia

Battesimo di Cristo, 1757- 1764, affresco, Basilica di San Giovanni Battista, Busto Arsizio

Figlio della gallaratese Aurelia Ballarati e di Lepoldo Bellotti, personaggio della media borghesia bustocca, intraprese gli studi ginnasiali sotto la guida di Padre Paolo Gallazzi e coltivò i suoi talenti artistici sin da giovane, seguendo le orme del nonno Biagio, del padre e degli zii Matteo e Paolo, entrambi pittori, e di Giuseppe Tosi, organista.
Il 4 marzo 1732, all'età di diciotto anni, ricevette la tonsura dal vescovo Casimiro de' Rossi. Iniziò a predicare a partire dall'anno successivo, quando iniziò anche la sua produzione artistica su commissione. Il 16 marzo 1734 ricevette i primi due ordini minori (Ostiariato e Lettorato). Il 13 febbraio 1738 ricevette gli ultimi due ordini minori (Esorcistato e Accolitato) dopo aver sostenuto otto giorni di esercizi spirituali presso i padri oblati di Rho; nello stesso anno fu ordinato diacono, mentre il 15 marzo 1742 divenne presbitero dopo aver intrapreso gli studi ginnasiali.
Nel 1744, all'età di trent'anni, fu nominato canonico della basilica di San Giovanni Battista di Busto Arsizio.
Nel 1745 ampliò e affrescò la chiesa di San Gregorio Magno in Camposanto. Fu questa la prima di una serie di importanti realizzazioni artistiche del pittore e architetto Bellotti.
A metà degli anni '50 del Settecento conobbe l'incisore Giacomo Marcori di Cremona, con il quale iniziò una collaborazione decennale, incentrata soprattutto sulla figura della beata Giuliana Puricelli. Il 6 settembre 1756 fu tra i giudici della Veneranda Fabbrica del Duomo di Milano per esaminare il miglior modello presentato della statua di San Giovanni Bruno.
Il 15 gennaio 1757 fu incaricato del rifacimento del nuovo altare e dei sedili della basilica di San Giovanni Battista. Pochi anni dopo, nel 1761, Bellotti presentò un progetto per il mortorio della chiesa di San Michele Arcangelo,  accettato il 12 maggio dello stesso anno. La realizzazione del mortorio iniziò nel 1764 e, dopo varie interruzioni e riprese, terminò nel 1769. In questi stessi anni si occupò delle decorazioni del presbiterio della basilica di San Giovanni Battista e continuò a ricoprire l'incarico di organista.
Nel 1770 circa realizzò i quindici misteri del rosario nella cappella dell'Assunzione all'interno della Certosa di Garegnano a Milano. Nel 1773-1774 si apportò importanti modifiche all'assetto architettonico della chiesa di Madonna in Prato a Busto Arsizio, nella quale affrescò la volta e i pennacchi e ridipinse l'affresco della Madonna col Bambino sopra a quello preesistente. Nel 1775 gli venne commissionata la realizzazione delle bussole della basilica di San Giovanni Battista. In questo periodo visse solo occasionalmente nella sua terra natale e rinunciò al canonicato: al suo posto subentrò il nipote Leopoldo Candiani.
Questo è il periodo in cui dà vita alla coreografia per la funzione dell'Entierro (sepoltura), una processione per le strade di Busto che ricorda la passione e morte di Cristo. L'origine è in Spagna e viene mutuata in Piemonte nella seconda metà del XVIII secolo. Per la circostanza Bellotti realizzò numerose tavole da portare in processione e consegnò a più di 100 comparse le indicazioni di come vestirsi e di cosa portare per la drammatizzazione cittadina che si tenne verosimilmente in piazza Santa Maria e in piazza san Giovanni.
Alla fine degli anni '70 del Settecento tornò a vivere a Busto Arsizio, dove realizzò il suo Autoritratto su tela, successivamente donato dal nipote all'ospedale di Busto Arsizio, del quale fu un importante benefattore, per dare avvio alla Quadreria dei Benefattori (dove è tuttora conservato). All'età di 71 anni realizzò e affrescò la cappella del Santissimo Rosario della chiesa dei Santi Stefano e Lorenzo a Olgiate Olona.
Tra le opere esposte nel Museo delle Civiche Raccolte d'Arte di Palazzo Marliani-Cicogna a Busto Arsizio sono presenti due affreschi strappati: la Deposizione e la Vergine col Bambino dormiente e il Progetto per basamento di pala di altare, disegno a china.

### Albero genealogico
Biagio Bellotti apparteneva ad una famiglia di artisti. Nello schema, i pittori sono indicati in grassetto.
|                    |                    |                      |                      |                    |                    |                                                  |                          |                                                    |                                                    |                                       |                                       |                                                |                                                |                                      |                   |                    |                    |                      |                      |
|                    |                    |                      |                      |                    |                    | Matteo Bellotti *1605 †1689 ⚭ Paola Crespi Guzzo |                          |                                                    |                                                    |                                       |                                       |                                                |                                                |                                      |                   |                    |                    |                      |                      |
|                    |                    |                      |                      |                    |                    |                                                  |                          |                                                    |                                                    |                                       |                                       |                                                |                                                |                                      |                   |                    |                    |                      |                      |
|                    |                    |                      |                      |                    |                    |                                                  |                          |                                                    |                                                    |                                       |                                       |                                                |                                                |                                      |                   |                    |                    |                      |                      |
| sei figli maggiori | sei figli maggiori | Ambrogio *1644 †1709 | Ambrogio *1644 †1709 | Angelo Maria *1646 | Angelo Maria *1646 | Giovanni Francesco *1648                         | Giovanni Francesco *1648 |                                                    | Angela Catterina *1650 †1709                       | Angela Catterina *1650 †1709          |                                       |                                                | Biagio *1656 †1713 ⚭ Anna Maria Tosi           | Biagio *1656 †1713 ⚭ Anna Maria Tosi |                   |                    |                    |                      |                      |
|                    |                    |                      |                      |                    |                    |                                                  |                          |                                                    |                                                    |                                       |                                       |                                                |                                                |                                      |                   |                    |                    |                      |                      |
|                    |                    |                      |                      |                    |                    |                                                  |                          |                                                    |                                                    |                                       |                                       |                                                |                                                |                                      |                   |                    |                    |                      |                      |
|                    |                    |                      |                      |                    |                    | Serafino                                         | Serafino                 | Leopoldo *1683 †1758 ⚭ Aurelia Ballarati           | Leopoldo *1683 †1758 ⚭ Aurelia Ballarati           | Aurelia †1743                         | Aurelia †1743                         | Benedetto *1683                                | Benedetto *1683                                | Paolo *1688 †1733                    | Paolo *1688 †1733 | Carlo Matteo *1691 | Carlo Matteo *1691 | quattro figli minori | quattro figli minori |
|                    |                    |                      |                      |                    |                    |                                                  |                          |                                                    |                                                    |                                       |                                       |                                                |                                                |                                      |                   |                    |                    |                      |                      |
|                    |                    |                      |                      |                    |                    |                                                  |                          |                                                    |                                                    |                                       |                                       |                                                |                                                |                                      |                   |                    |                    |                      |                      |
|                    |                    |                      |                      | Biagio *1714 †1789 | Biagio *1714 †1789 | Francesco *1717                                  | Francesco *1717          | Francesca Maria Maddalena *1720 ⚭ Liborio Candiani | Francesca Maria Maddalena *1720 ⚭ Liborio Candiani | Francesca Maria Catterina *1725 †1732 | Francesca Maria Catterina *1725 †1732 | Giuseppa Maria Petronilla Beatrice *1726 †1728 | Giuseppa Maria Petronilla Beatrice *1726 †1728 |                                      |                   |                    |                    |                      |                      |

## Opere pittoriche, architettoniche e scultoree
Biagio Bellotti realizzò numerose opere pittoriche, architettoniche e scultoree nella sua città, Busto Arsizio, ma anche in altre località dell'Altomilanese e del Seprio e a Milano.
Tra le più importanti si ricordano gli interventi all'interno della basilica di San Giovanni Battista a Busto Arsizio e il suo Autoritratto, all'interno del quale la figura del pittore viene mostrata tre volte, datato 1784.

## Opere teatrali
- Il Maritaggio di Mommina